# Tullio Zitkowsky
Tullio Zitkowsky (Zara, 29 gennaio 1936 – Roma, 28 settembre 2023) è stato uno scenografo italiano.
Attivo per decenni a partire dal 1959, ha realizzato numerose scenografie per i più importanti programmi televisivi in onda sulle reti Rai e Mediaset.

## Biografia
Dopo aver studiato all'Accademia di Belle Arti di Roma, entrò in Rai nel 1959. Attivo prevalentemente in televisione ma autore di scenografie anche per il teatro e il cinema, fu l'ideatore per l'azienda pubblica di numerose scenografie di programmi televisivi, come Alta pressione, C'è Celentano, Sabato sera, Doppia coppia, Bentornata Caterina, Rischiatutto, Gran Premio, diverse edizioni di Canzonissima, i varietà Dove sta Zazà, Sai che ti dico?, Tanto piacere e Tilt, le trasmissioni di divulgazione scientifica di Piero Angela Il pianeta dei dinosauri e Viaggio nel cosmo. Ha inoltre curato gli studi dei telegiornali.
In Rai fu inoltre il primo a realizzare una scenografia a colori, nonché il primo scenografo a sfruttare gli studi televisivi nella loro totale ampiezza rendendoli funzionali agli spettacoli proposti.
Negli anni ottanta, con l'esordio delle televisioni private, collaborò anche con le reti del gruppo Fininvest (poi divenuto Mediaset nel 1996) per trasmissioni come la seconda stagione del varietà di Sandra Mondaini e Raimondo Vianello Attenti a noi due, Beauty Center Show (per il quale realizzò una scenografia basata sul gioco di numerosi specchi, neon a cascata e porte rotanti), alcune edizioni di Buona Domenica e de La Corrida, Ewiva, Festival, Finalmente venerdì, Premiatissima, Risatissima e l'edizione 1990 di Una rotonda sul mare.
Tullio Zitkowsky è morto nel 2023.

## Vita privata
Ebbe tre figli: Alessandro Agi, Emanuela Trixie ed Eleonora. La figlia Emanuela Trixie Zitkowsky ha seguito le sue orme, divenendo a sua volta una scenografa particolarmente attiva in campo televisivo.